# Dipartimento della salute e dell'assistenza sociale
Il Dipartimento della salute e dell'assistenza sociale (in inglese: Department of Health and Social Care - DHSC) è un dipartimento governativo del governo britannico responsabile della salute.
È diretto dal Segretario di Stato per la salute e l'assistenza sociale Wes Streeting.

## Storia
Il Dipartimento della salute è stato creato nel 1988 dall'"ordine di trasferimento delle funzioni" (Transfer of Functions Order) dell'ex DHSS (Dipartimento della salute e della sicurezza sociale) che è stato poi diviso in due (successivamente, il Dipartimento della sicurezza sociale sarà sciolto nel 2001 e in precedenza il Dipartimento del lavoro e delle pensioni).

## Responsabilità
È responsabile della governance del National Health Service (SSN).

## Enti ed organismi vigilati dal Dipartimento
Il Dipartimento della salute funge da intendente e sovrintende 15 autorità amministrative indipendenti.

### Agenzie esecutive
Il Dipartimento supervisiona due agenzie esecutive:
- Medicines and Healthcare products Regulatory Agency (MHRA).
- UK Health Security Agency

### Enti pubblici non dipartimentali
- National Institute for Health and Care Excellence (NICE)
- NHS England
- Monitor (NHS)
- Human Fertilisation and Embryology Authority
- Human Tissue Authority
- Health and Social Care Information Centre
- Care Quality Commission (CQC)

### Autorità sanitarie speciali
- Health Education England
- Health Research Authority
- NHS Blood and Transplant
- NHS Business Services Authority
- NHS Litigation Authority
- NHS Trust Development Authority